# Vieux-Québec
Le Vieux-Québec est le cœur historique de la ville de Québec. C'est à cet endroit que le fondateur Samuel de Champlain bâtit l'Habitation en 1608. La géographie du lieu est déterminante : le cap Diamant domine le fleuve Saint-Laurent au bord duquel se trouve une bande de terre basse. En haut du cap se dresse la « Haute-Ville » tandis qu'au pied de celui-ci se trouve la « Basse-Ville ». Le tout est réuni par le concept du « site patrimonial du Vieux-Québec ».

## Haute-Ville
Choisie en 1620 par Champlain pour installer le fort Saint-Louis, la Haute-Ville revêt dès le début de la colonie un caractère militaire et administratif : les hauteurs stratégiques du cap Diamant ont déterminé sa vocation. La Haute-Ville est habitée par les militaires, les fonctionnaires et les membres du clergé alors que la Basse-Ville se peuple de commerçants et d'artisans.
La forte présence militaire dans ce quartier a longtemps limité son expansion. Aussi, à la fin du XIXe siècle, plusieurs ont-ils voulu démolir les fortifications, les jugeant inutiles et entravant même le développement urbain. Le gouverneur Dufferin réussira à convaincre les fonctionnaires de préserver le caractère de la ville fortifiée, tout en adaptant l'espace aux besoins d'une ville moderne et en l'enjolivant.
Après avoir subi une certaine dégradation au cours des années 1950, le quartier connaît depuis les années 1970 un nouvel élan.
Remparts, citadelle, maisons d'un autre siècle, places et lieux historiques, riche est le patrimoine du Vieux-Québec-Haute-Ville. L'héritage des générations précédentes et la beauté des lieux en font un endroit unique.
La plupart des bâtiments du quartier datent du XIXe siècle. La construction de certains remonte même aux XVIIe et XVIIIe siècles. L'endroit compte plusieurs rues commerciales, dont les rues Saint-Jean, Sainte-Anne et De Buade. L'administration publique et les institutions occupent encore une place de choix au cœur de la ville. Des édifices en témoignent : l'hôtel de ville, le Séminaire, le couvent des Ursulines, la basilique-cathédrale Notre-Dame de Québec, le monastère des Augustines, l'Hôtel-Dieu. Comme le Vieux-Québec figure parmi les destinations touristiques les plus recherchées, s'y trouvent aussi plusieurs lieux d'hébergement, dont le célèbre Château Frontenac.
De nombreux parcs bien aménagés sillonnent également le territoire. Parmi eux, les parcs de l'Esplanade, de l'Artillerie, des Gouverneurs, le parc Montmorency et les jardins de l'Hôtel-de-Ville. Les promeneurs et les promeneuses peuvent aussi profiter de la place D'Youville et de la terrasse Dufferin, qui offre une vue grandiose sur le fleuve Saint-Laurent.

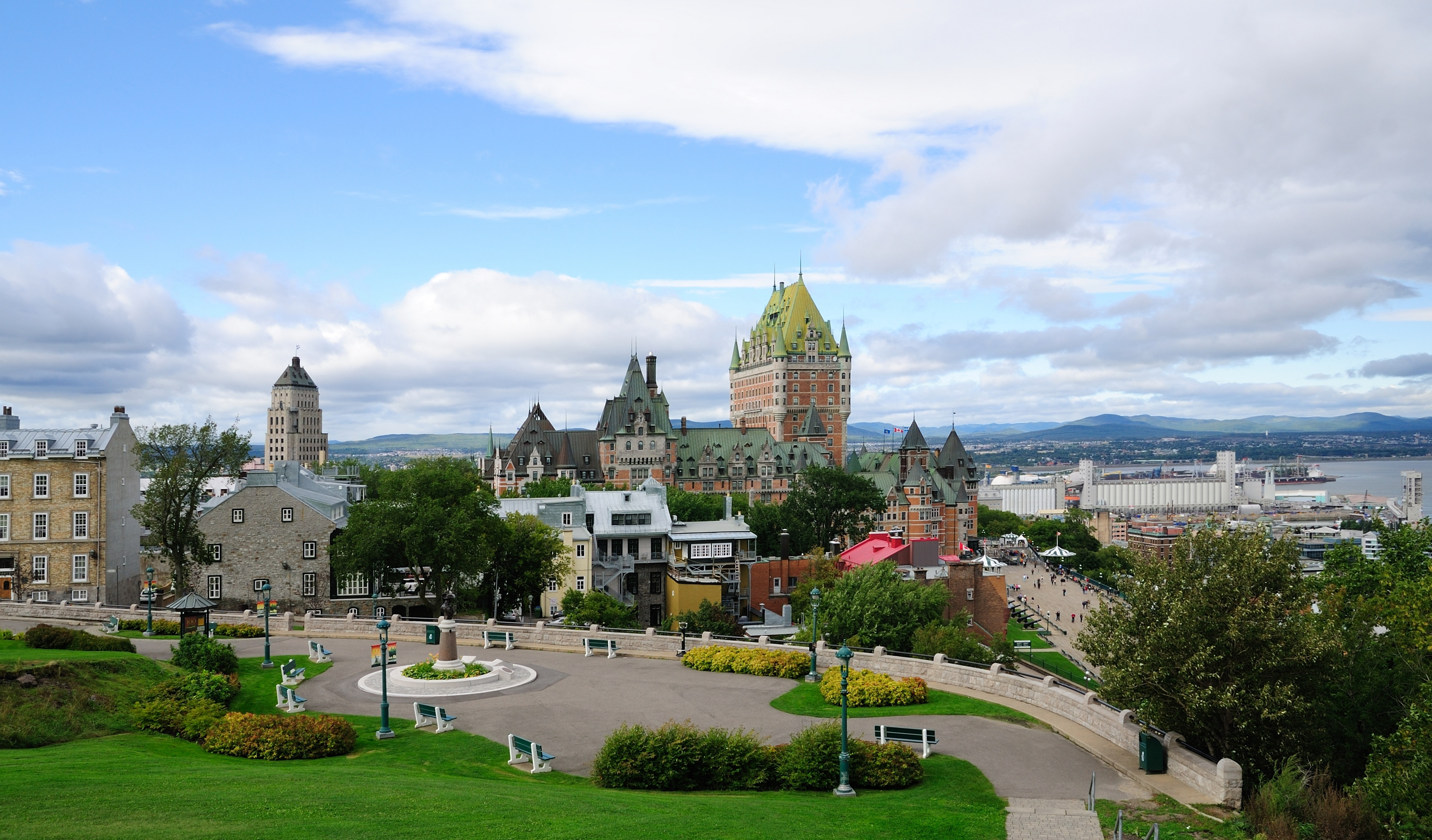
Vue de l'extrémité ouest des plaines d'Abraham.
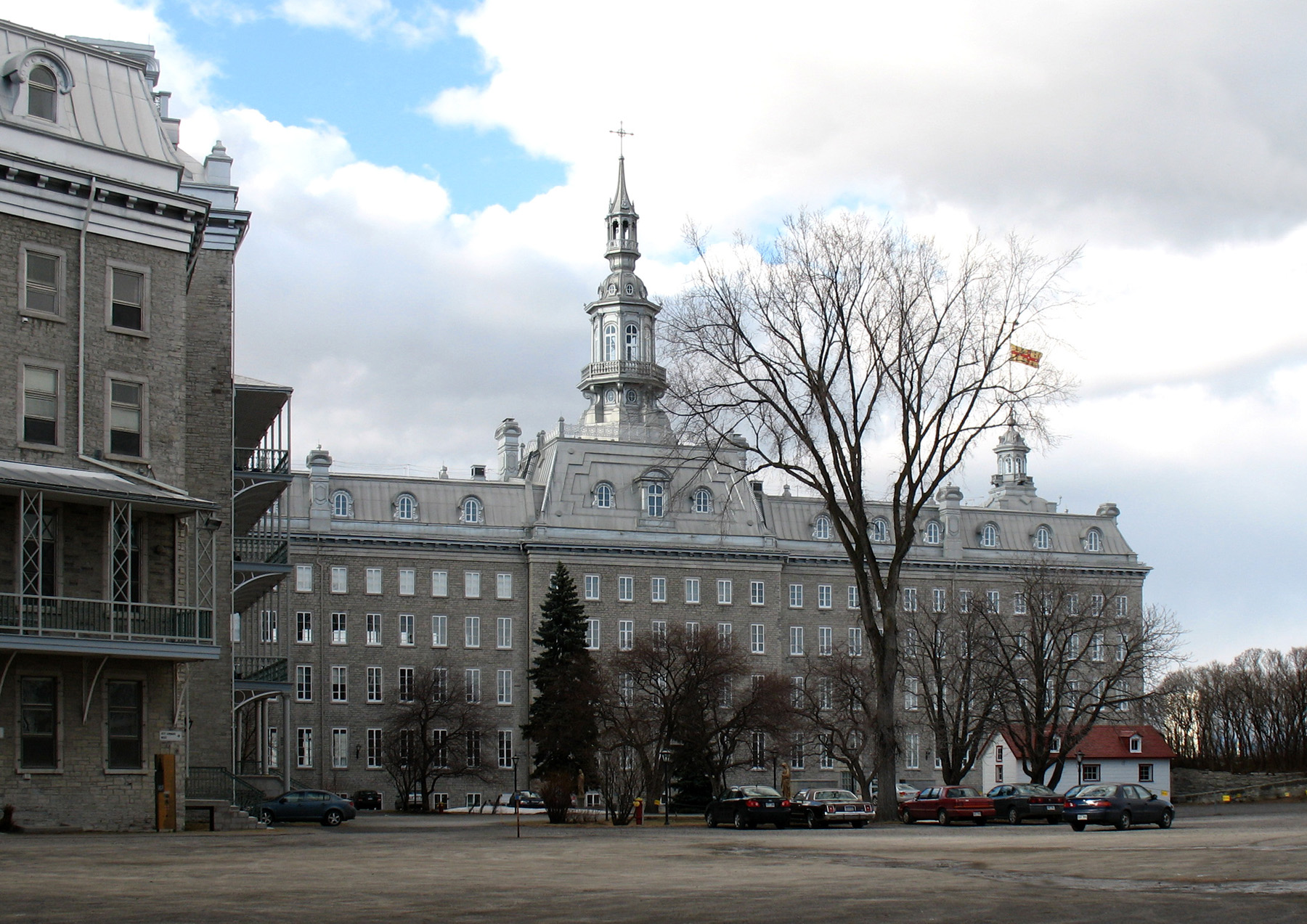
Séminaire de Québec.
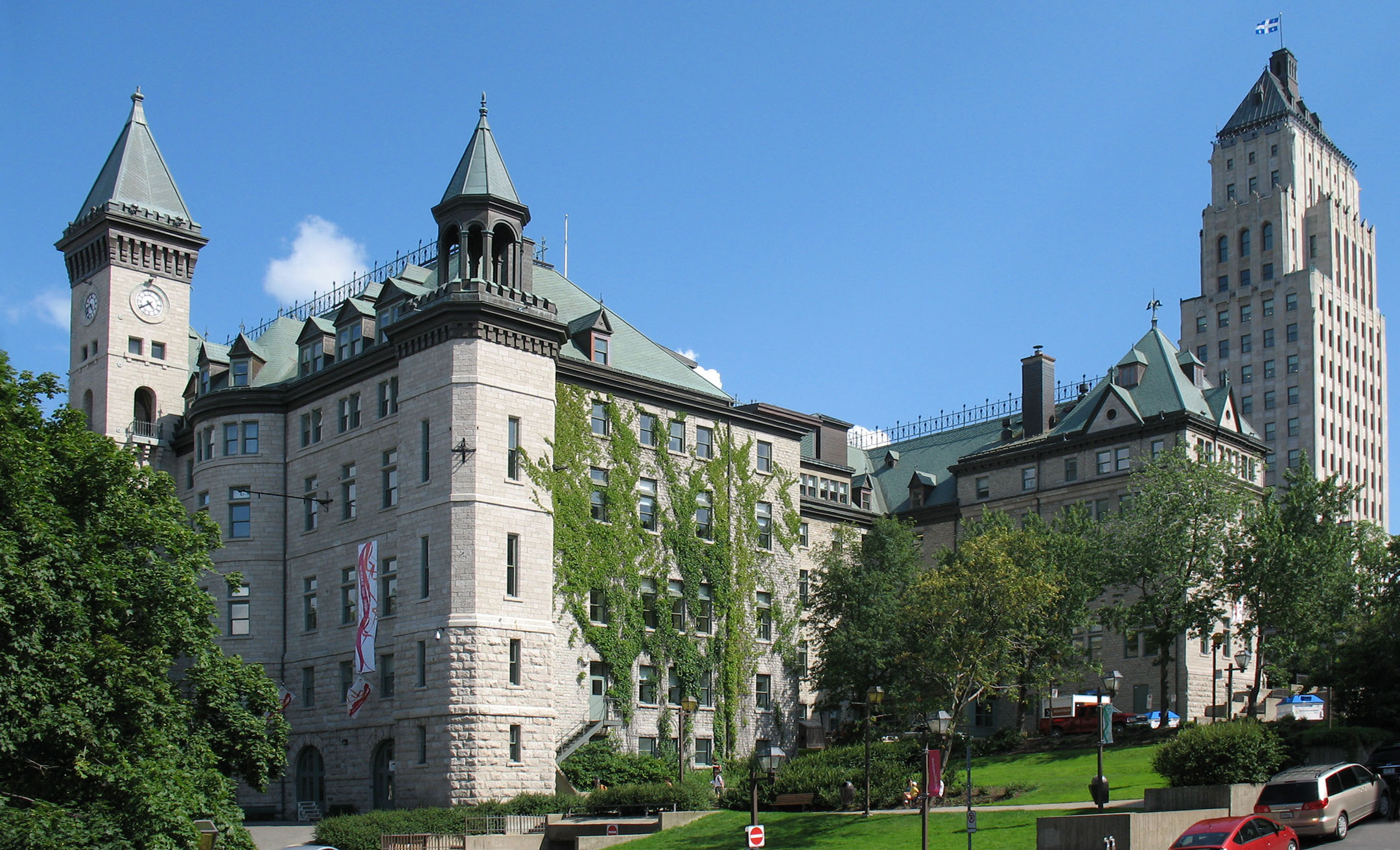
Hôtel de ville de Québec et l'édifice Price à droite.
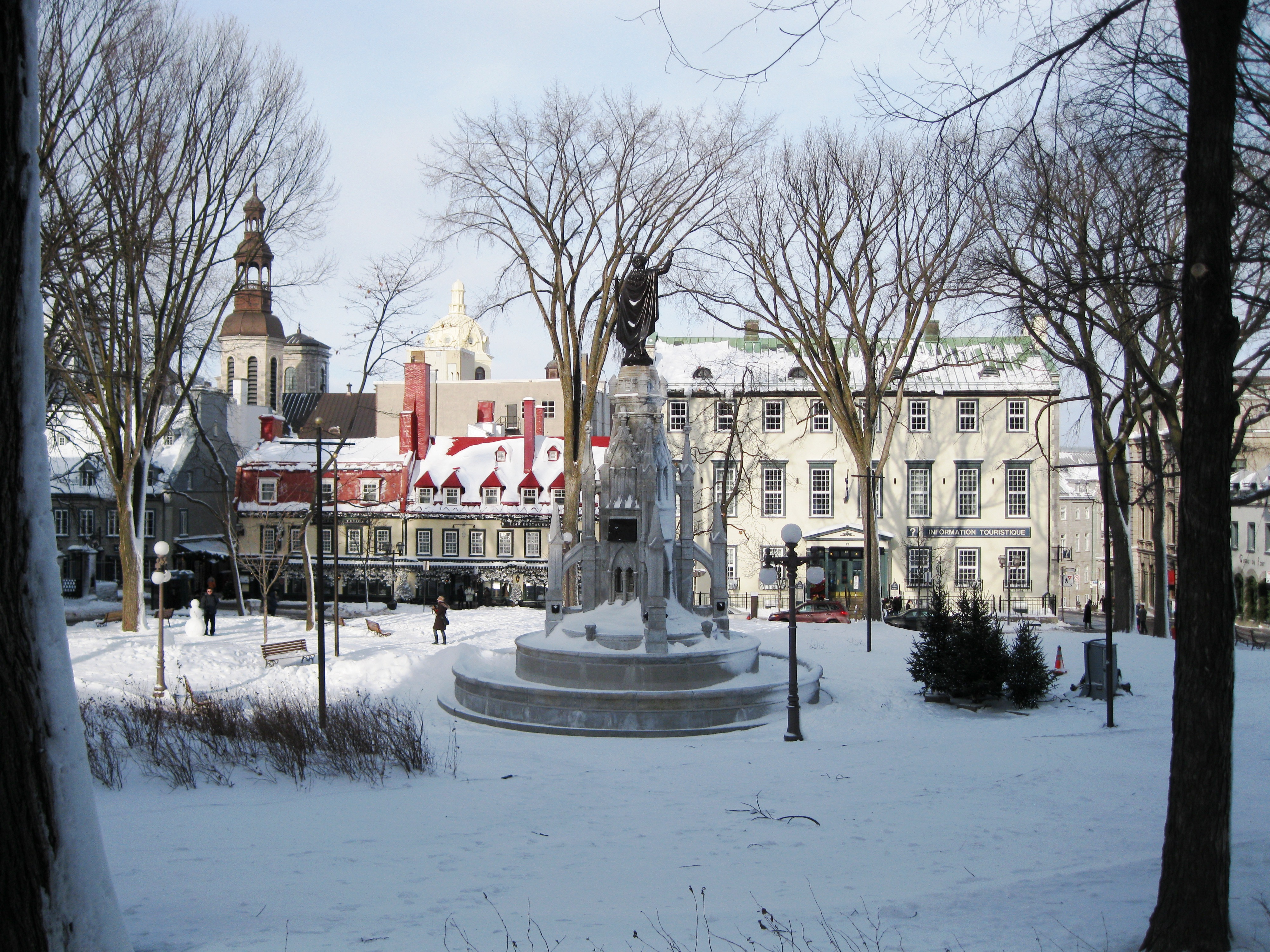
Place d'Armes.
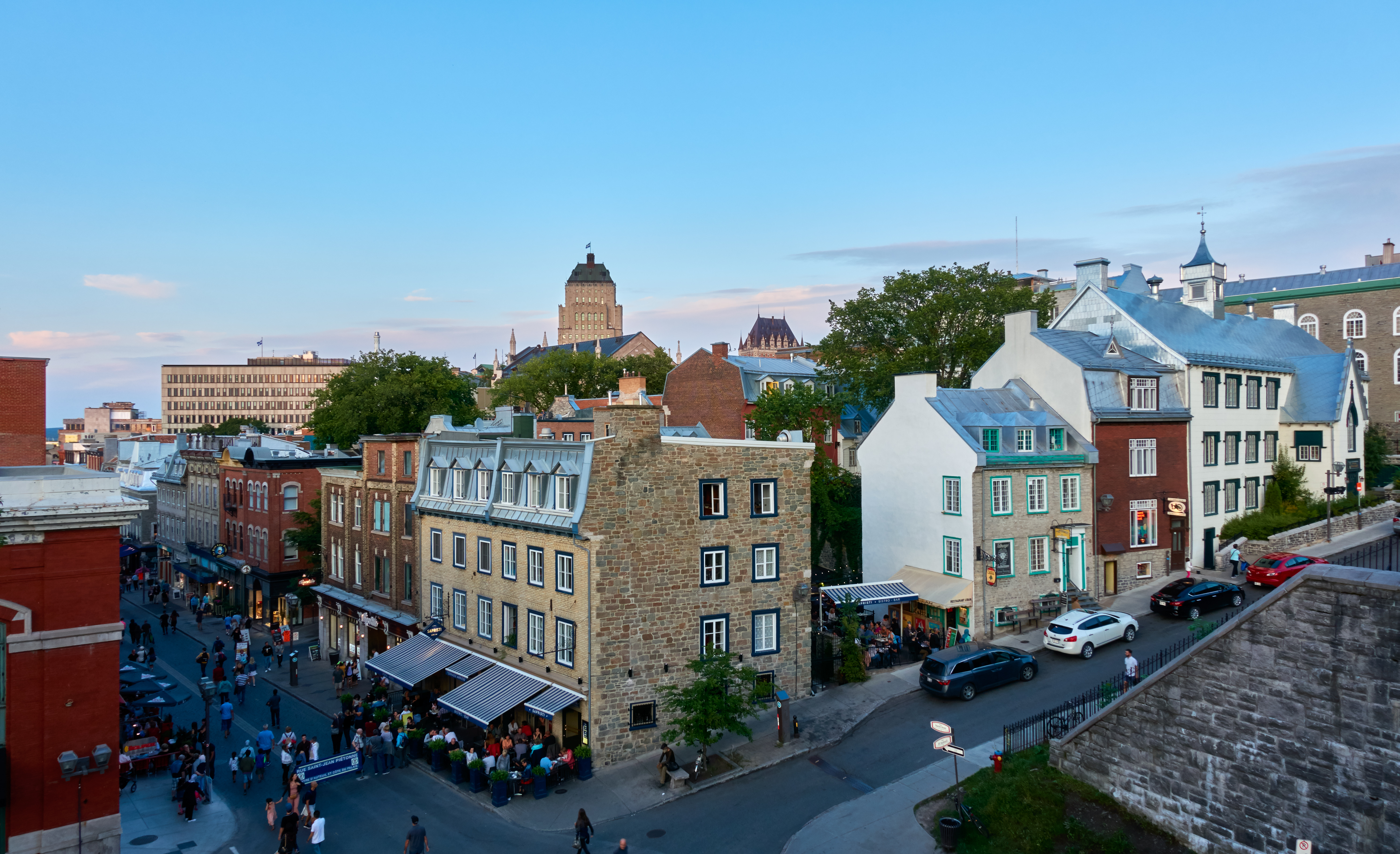
Le Vieux-Québec vu depuis la porte Saint-Jean.
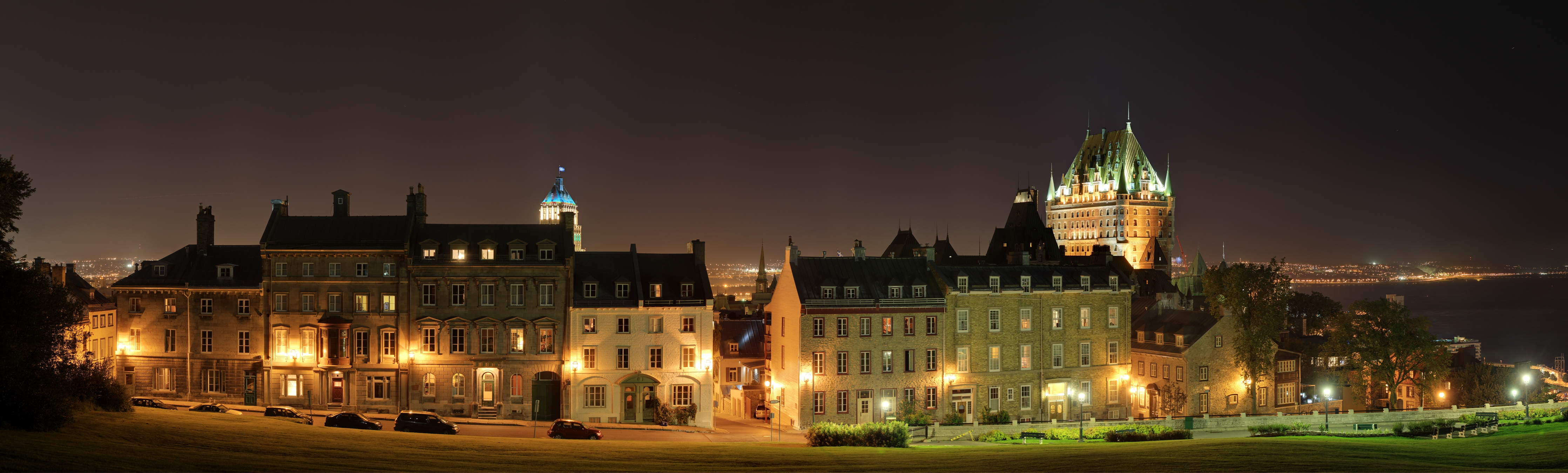
Maisons coloniales près de la citadelle, avec le Château Frontenac en arrière-plan.

## Basse-Ville
La partie de la Basse-Ville située dans le Vieux-Québec est un centre historique situé au pied du cap Diamant. Dès 1608, Samuel de Champlain y faisait construire une habitation dont on a récemment cherché les vestiges à la place Royale. Cette place a été restaurée dans le but de reconstituer l'esprit français de ses origines. À cet endroit s'élève l'église Notre-Dame-des-Victoires dont la construction a commencé en 1687.
Parmi les musées, salles, théâtres et lieux d'expositions, il y a le Musée de la civilisation, le Musée naval de Québec, la caserne Dalhousie et le théâtre Petit Champlain.
Au port de Québec, on reconnaît le bassin Louise, le bassin Brown, la pointe à Carcy, la gare du Palais et le marché du Vieux-Port.
Il y a plusieurs autres lieux notables, dont la place de Paris, le parc Ulric-Joseph-Tessier, la rue Saint-Pierre, la rue Saint-Paul, la rue du Sault-au-Matelot et la rue de Saint-Vallier Est, ancienne rue Saint-Charles, première rue pavée à Québec.
De la rue du Petit-Champlain, très étroite, au pied du cap Diamant, un funiculaire avec vue permet de remonter sans peine au-dessus du cap Diamant. Autre option, pour les marcheurs : la côte de la Montagne.

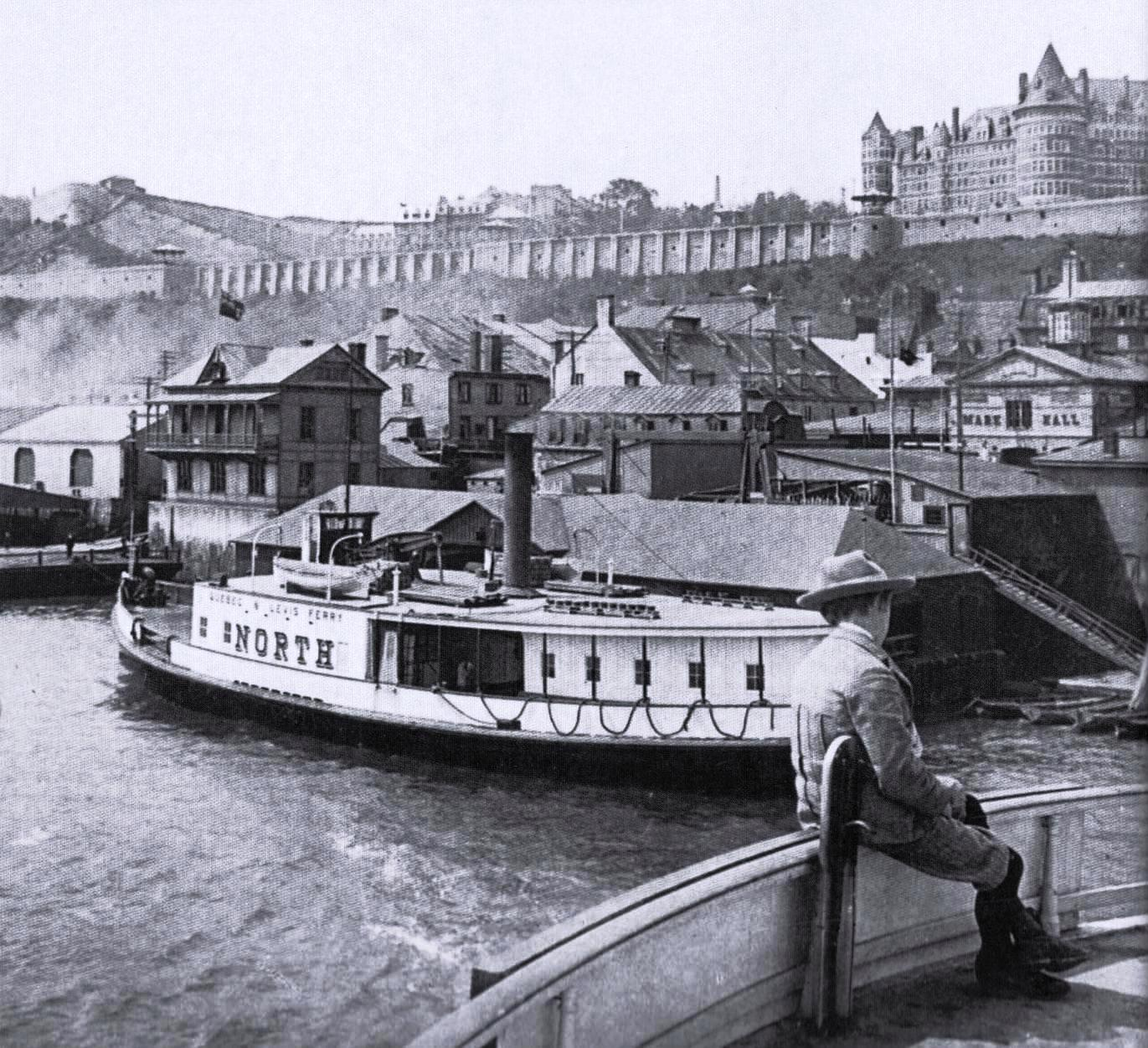
Québec, la Basse-Ville, 1903.
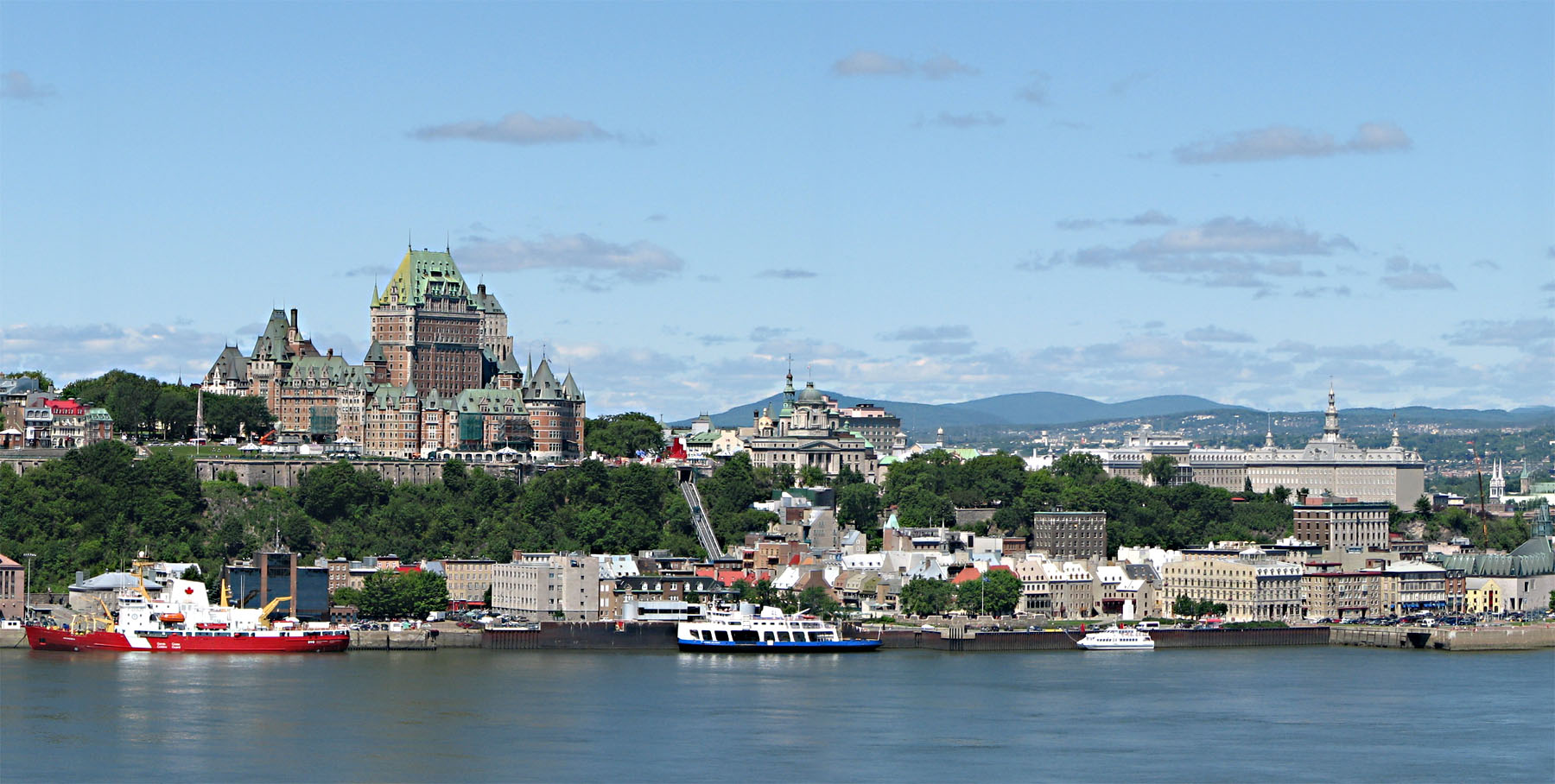
Le Vieux-Québec au bord du fleuve Saint-Laurent.
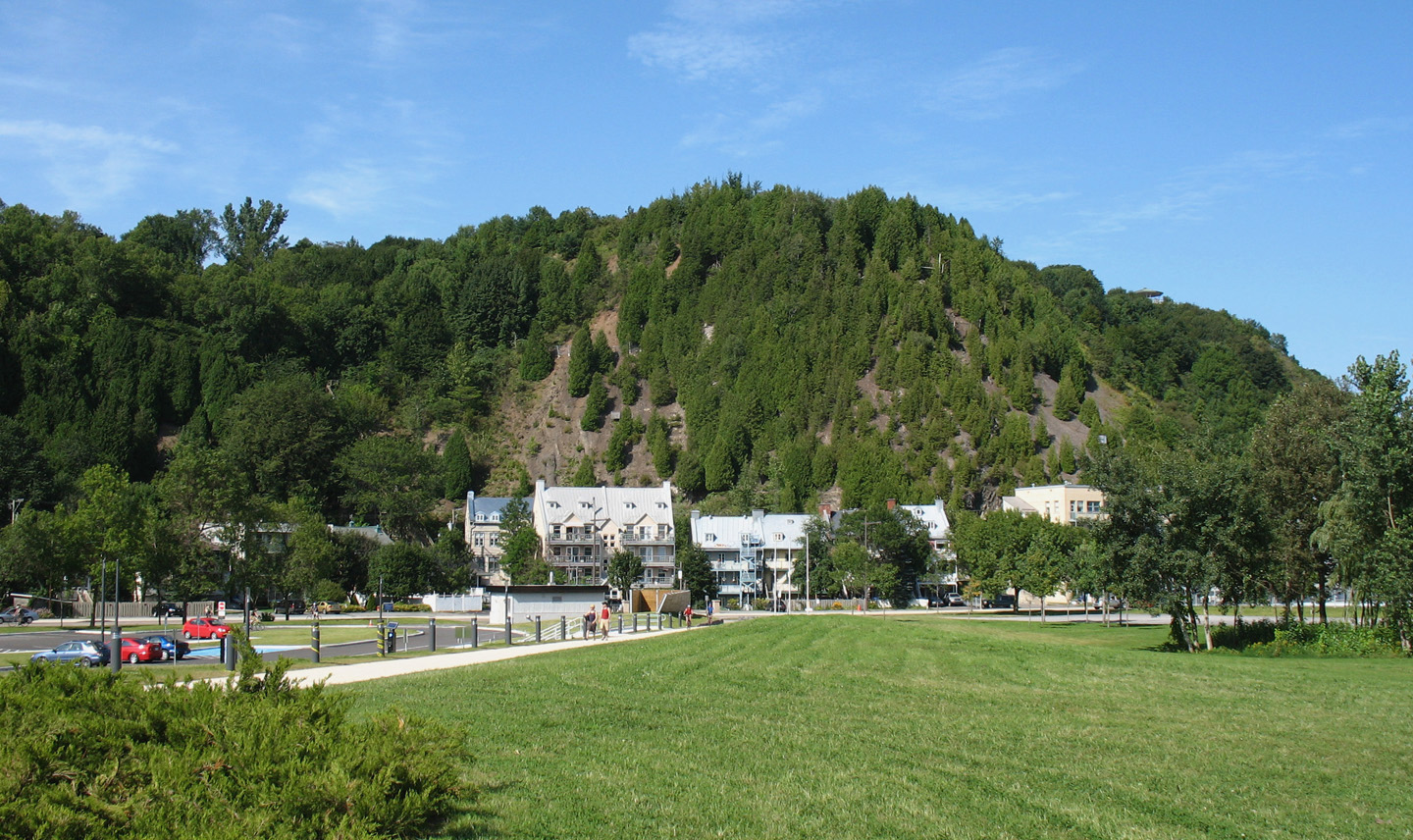
Cap-Blanc et le cap Diamant.
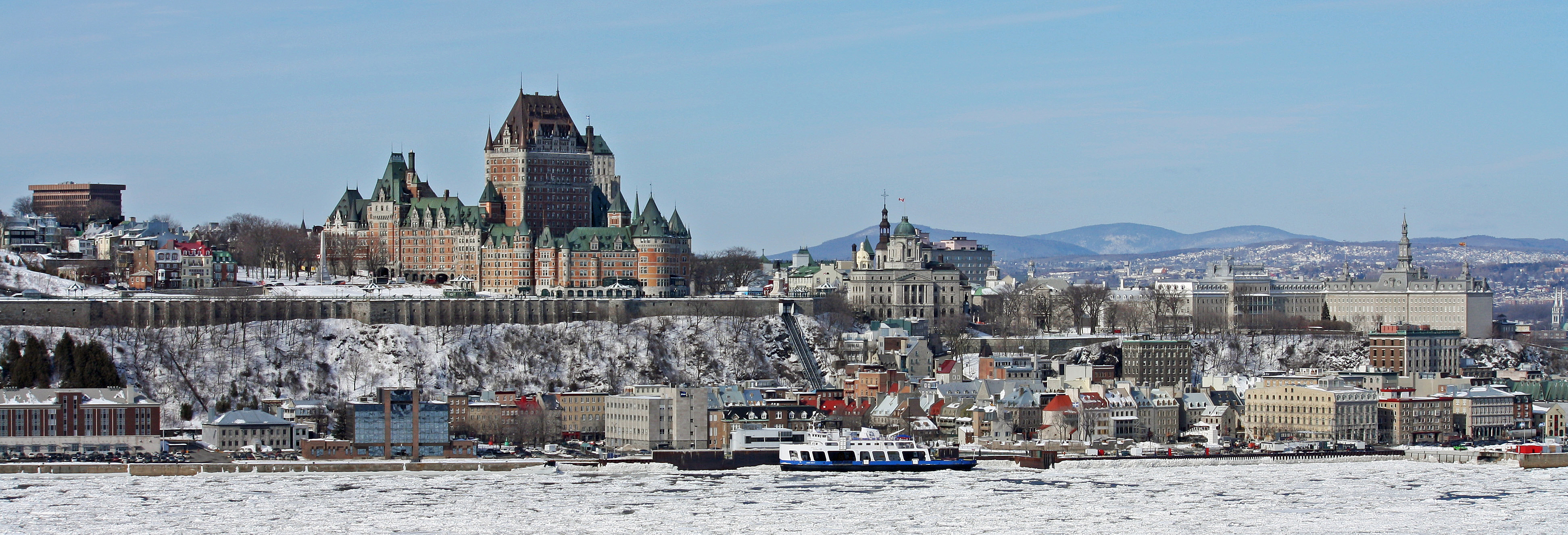
Vue du port de Québec et le bassin Louise.

## Site patrimonial
Le site patrimonial du Vieux-Québec est une partie du territoire de la ville de Québec reconnu comme patrimoine culturel du Québec et qui fait partie du patrimoine mondial. Administrativement, il fait partie de l'arrondissement La Cité-Limoilou.

### Histoire
L’arrondissement fut créé par l'Assemblée nationale du Québec le 10 juillet 1963 par un amendement à la Loi des monuments historiques. Le périmètre protégé a été délimité en deux étapes. Le premier tracé comprenait la ville fortifiée et ses abords par le fleuve. Un deuxième tracé, définitif, fixé le 6 mai 1964, a ajouté des espaces environnants. Il couvre une superficie de 1,4 km2.
Le 3 décembre 1985, l'UNESCO déclarait l'arrondissement site du patrimoine mondial.

#### Préparation
L'arrondissement historique a été créé à la suite de débats publics, entre 1945 et 1956, sur la préservation du Vieux-Québec et sur la restauration de la place Royale.
La loi de février 1956 accorde à la Commission des monuments historiques le pouvoir d'acquérir ou d'exproprier « tout immeuble historique présentant un caractère national ».
À ce moment, Gérard Morisset et L'Action catholique, demandent que soit déclaré monument historique l'ensemble du Vieux-Québec.

### Description
Québec est un site où naît une capitale. Elle est formée de deux ensembles, soit une ville portuaire sur les rives du Saint-Laurent et de la rivière Saint-Charles et une ville institutionnelle sur les hauteurs du cap Diamant, place forte.

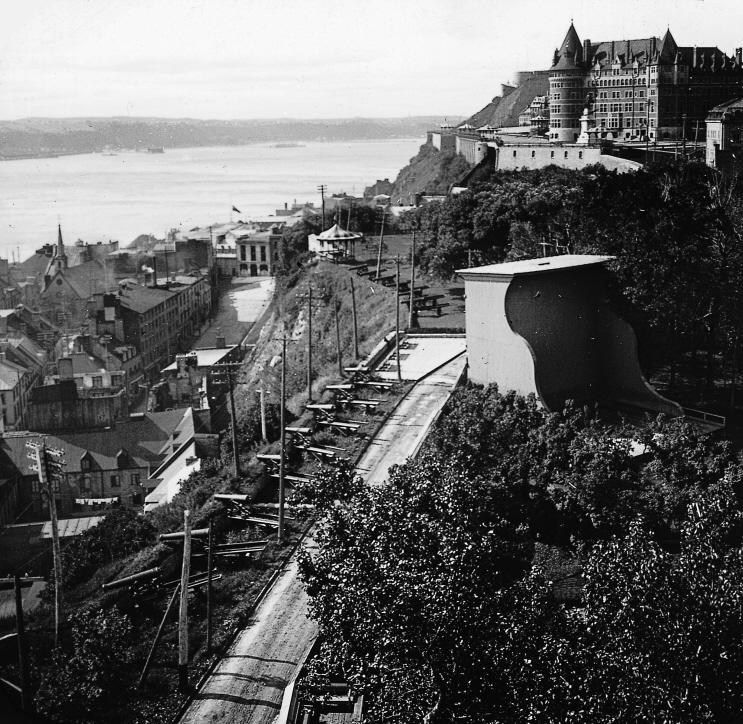
Vue depuis l'université Laval (Séminaire de Québec), 1895.
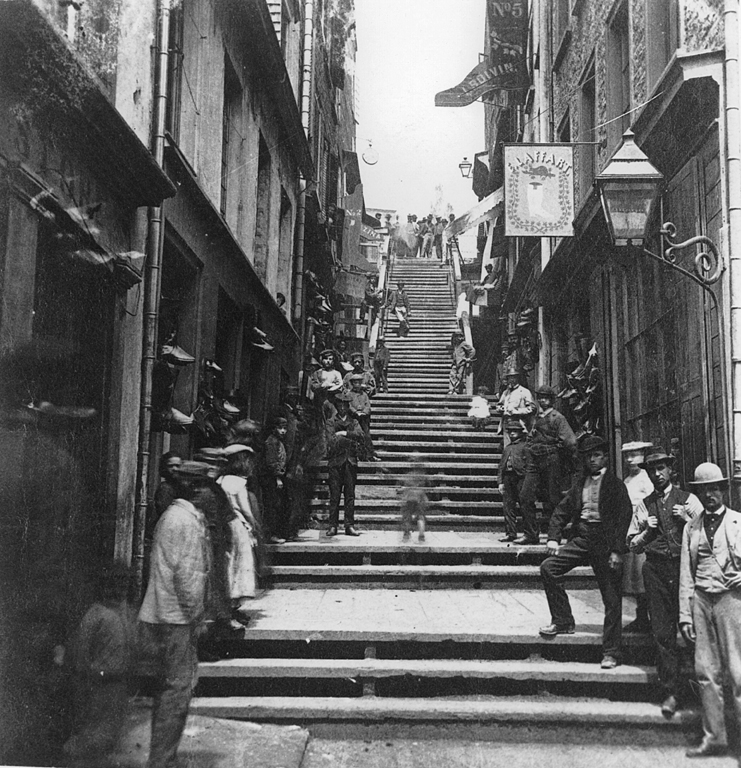
L'escalier casse-cou vers 1870, par Louis-Prudent Vallée.
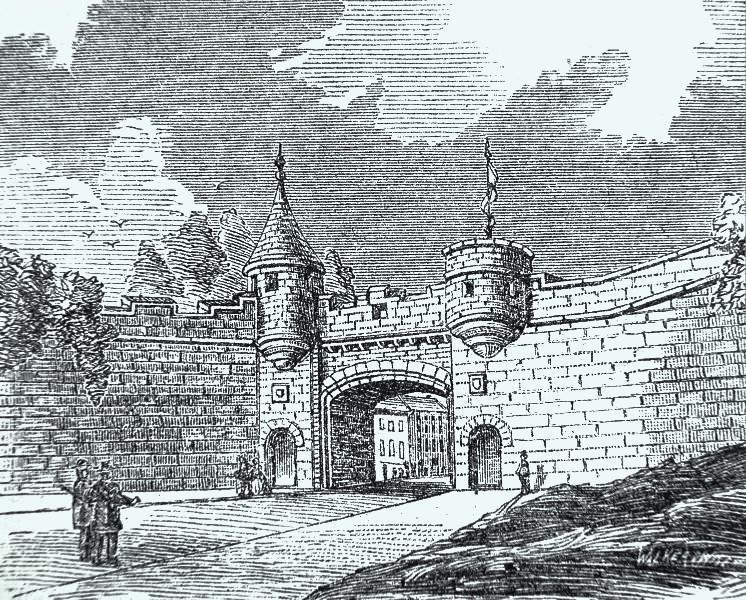
Québec : plans de Lord Dufferin pour la préservation de ses monuments historiques. Porte Saint-Jean.

### 1871

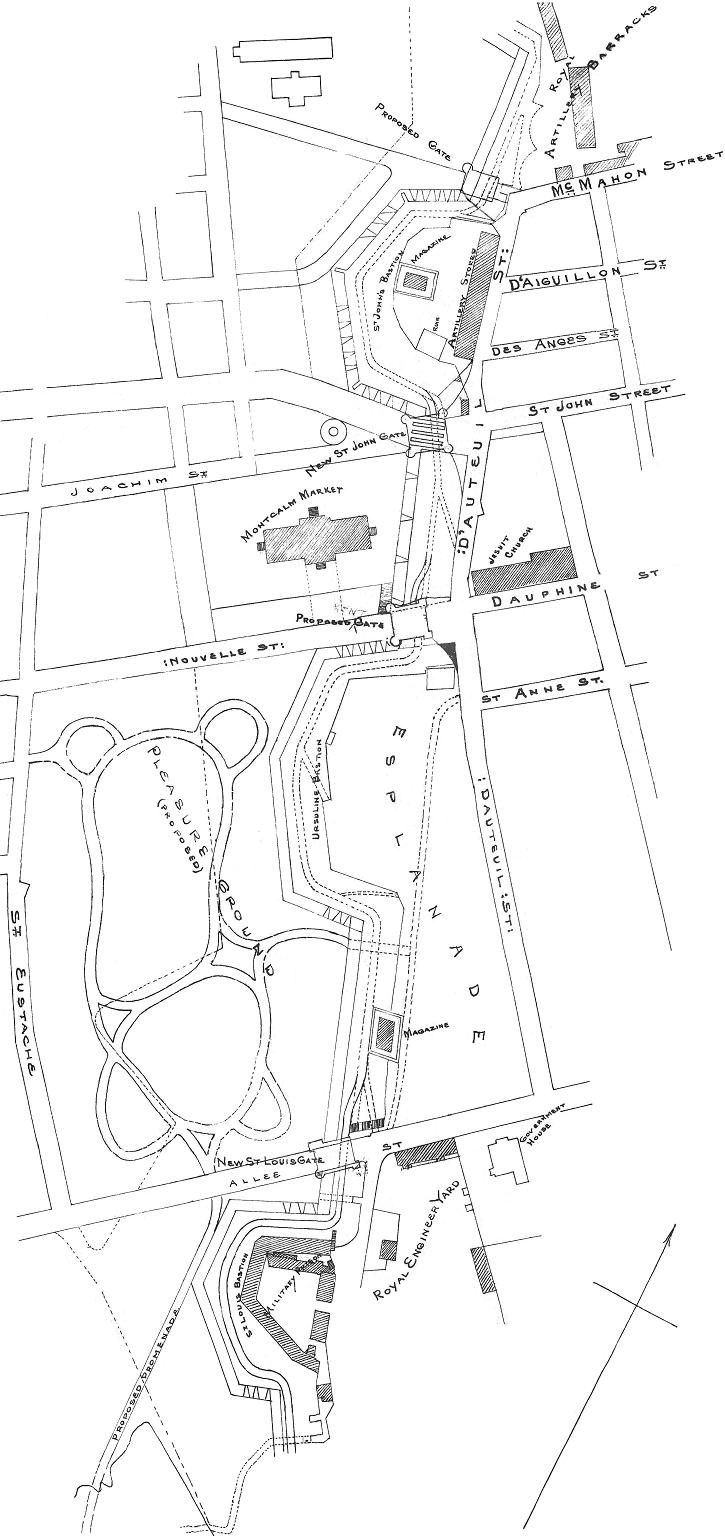
Amélioration et embellissement de Québec proposés par Lord Dufferin, 1875.

Dans le livre Empreinte & mémoire, la Commission des biens culturels du Québec présente l'année 1871 comme le début du mouvement de restauration de l'arrondissement.
En 1871, c'est le départ des troupes britanniques et l'arrivée, l'année suivante, de Frederick Temple Blackwood, Lord Dufferin, gouverneur général du Canada. Il partagera avec l'élite la préoccupation de préserver le caractère historique de Québec.
Dufferin initiera les grands projets de réaménagement de la ville et de l'arrondissement historique.

### Édifices et maisons classés
Plusieurs édifices et maisons anciennes sont classés monuments historiques dont l’ensemble des bâtiments du Séminaire de Québec et sa voisine la cathédrale Notre-Dame, le théâtre Capitole sur la place d’Youville, la maison Montcalm sur la rue des Remparts, et en Basse-Ville, la maison Estèbe accolée au musée de la civilisation ainsi que l’église Notre-Dame-des-Victoires sur la place Royale.